# Ardes
Ardes es una localidad y comuna francesa, situada en el departamento del Puy-de-Dôme y la región de Auvernia.
A sus habitantes se les denomina con el gentilicio de Ardoisiens y Ardoisiennes.

## Demografía
| 807 | 812 | 747 | 643 | 585 | 547 |
| Para los censos de 1962 a 1999 la población legal corresponde a la población sin duplicidades (Fuente: INSEE [Consultar]) |     |     |     |     |     |

## Lugares de interés
- Iglesia de Saint-Dizaint.
- Le doigt de Mercœur, torre medieval vestigio del castillo de la familia la región Mercœur.

## Personas destacadas
- Saint Odilon de Mercœur nacido en Ardes en el año 962.